# Claude Dray
Claude Dray (* 1935 in Oran, Algerien; † Oktober 2011 in Neuilly-sur-Seine) war ein französischer Immobilienunternehmer und Kunstsammler, der zu den reichsten Franzosen zählte. Er wurde von seinem Diener am Morgen des 25. Oktober 2011 in seiner Villa in Neuilly-sur-Seine durch drei Schüsse ermordet aufgefunden. Die Hintergründe des Verbrechens sind bisher ungeklärt.

## Leben
Dray zählte mit seinem Milliardenvermögen zu den reichsten Franzosen. Er war hauptsächlich im Immobilien- und Hotelgewerbe tätig. Er studierte Betriebswirtschaft in seiner Heimatstadt Oran und gründete in den 1960er-Jahren die Hotelkette Cidotel, womit sein finanzieller Erfolg begann. Weiterhin kaufte er mehrere veraltete aber traditionsreiche Hotels, sanierte diese und führte sie zu neuem Ruhm, wie etwa das Hotel de Paris in Saint-Tropez oder das National Hotel im Art Déco District in Miami Beach. Dray und seine Frau Simone waren bekannte Kunstsammler und verfügten über eine der größten Sammlungen von Kunst und Art-déco-Möbeln in Frankreich. 2006 veräußerte Claude Dray einen Teil seiner Sammlung im Auktionshaus Christie’s, der Erlös von knapp 60 Mio. Euro stellte einen Weltrekord für Art déco des 20. Jahrhunderts dar.
Der Mord von Claude Dray und die Hintergründe sind bis heute ungeklärt. 2021 wurde sein ehemaliger, mehrfach vorbestrafter französisch-israelischen Schwiegersohn, Arnaud Mimran, wegen dieser Tat angeklagt. Mimran wurde durch die, in Frankreich als „Jahrhundertbetrug“ bezeichneten CO2-Affäre bekannt. Über Briefkastenfirmen hatten zwölf französische Juden, mit Mimran als Anstifter, den französischen Fiskus um etwa fünf Milliarden Mehrwertsteuer betrogen haben (Umsatzsteuerbetrug durch Karussellgeschäfte). Beim Prozess indes waren sechs der zwölf Angeklagten rechtzeitig auf Alija gegangen. Mimran wird verdächtigt, einen Dreifachmord in Auftrag gegeben zu haben und behauptete, dem israelischen Premierminister Benjamin Netanjahu 1 Million Euro gezahlt zu haben.

## Bibliografie
- Fabrice Arfi: D'argent et de sang. Seuil, 2018 ISBN 978-2-02-135444-7